# Tour de l'Ain 2006
La 18e édition de la course cycliste Tour de l'Ain a eu lieu du 6 août au 9 août 2006.

## Équipes engagées
| ProTeams (7)- AG2R Prévoyance - Bouygues Télécom - Cofidis-Le Crédit par Téléphone - Crédit agricole - Discovery Channel - La Française des jeux - Quick Step-Innergetic Équipe continentale professionnelle- Agritubel Équipes continentales (8)- Auber 93 - Bretagne-Jean Floc'h - Jartazi-7Mobile - Maxbo Bianchi - Omnibike Dynamo Moscow - Rabobank Continental - Sean Kelly ACLVB-M Donnelly - TIAA - CREF |
| |

## Étapes
| Étape     | Date   | Villes étapes         | type | Distance (km) | Vainqueur d'étape | Leader du classement général |
| --------- | ------ | --------------------- | ---- | ------------- | ----------------- | ---------------------------- |
| 1re étape | 6 août | Pont-de-Vaux – Arbent |      | 154           | Cyril Dessel      | Cyril Dessel                 |
| 2e étape  | 7 août | Pont-d'Ain – Péronnas |      | 147           | Igor Abakoumov    | Cyril Dessel                 |
| 3e étape  | 8 août | Lagnieu – Lélex       |      | 144           | Noan Lelarge      | Cyril Dessel                 |
| 4e étape  | 9 août | Culoz – Belley        |      | 136           | Patrice Halgand   | Cyril Dessel                 |

## Déroulement de la course

### 1reétape
| \| Classement de l'étape \| Classement de l'étape \| Classement de l'étape \| Classement de l'étape \| Classement de l'étape \| \| Coureur \| Coureur \| Pays \| Équipe \| Temps \| \| --------------------- \| --------------------- \| --------------------- \| ------------------------------- \| --------------------- \| \| 1er \| Cyril Dessel \| France \| AG2R Prévoyance \| 0 s \| \| 2e \| Xavier Florencio \| Espagne \| Bouygues Telecom \| + 12 s \| \| 3e \| Bert Scheirlinckx \| Belgique \| Jartazi-7Mobile \| + 12 s \| \| 4e \| John Gadret \| France \| AG2R Prévoyance \| + 12 s \| \| 5e \| Arnaud Gérard \| France \| La Française des jeux \| + 12 s \| \| 6e \| Noan Lelarge \| France \| Bretagne-Jean Floc'h \| + 12 s \| \| 7e \| Rene Mandri \| Estonie \| Auber 93 \| + 12 s \| \| 8e \| Luis Pérez Rodríguez \| Espagne \| Cofidis-Le Crédit par Téléphone \| + 12 s \| \| 9e \| Danny Pate \| États-Unis \| TIAA-CREF \| + 12 s \| \| 10e \| Manuel Beltrán \| Espagne \| Discovery Channel \| + 12 s \| |                      |            |                                 |        |
| |                      |            |                                 |        |
| Sources : ProCyclingStats Cycling Archives |                      |            |                                 |        |
| Classement de l'étape |                      |            |                                 |        |
| Coureur | Coureur              | Pays       | Équipe                          | Temps  |
| 1er | Cyril Dessel         | France     | AG2R Prévoyance                 | 0 s    |
| 2e | Xavier Florencio     | Espagne    | Bouygues Telecom                | + 12 s |
| 3e | Bert Scheirlinckx    | Belgique   | Jartazi-7Mobile                 | + 12 s |
| 4e | John Gadret          | France     | AG2R Prévoyance                 | + 12 s |
| 5e | Arnaud Gérard        | France     | La Française des jeux           | + 12 s |
| 6e | Noan Lelarge         | France     | Bretagne-Jean Floc'h            | + 12 s |
| 7e | Rene Mandri          | Estonie    | Auber 93                        | + 12 s |
| 8e | Luis Pérez Rodríguez | Espagne    | Cofidis-Le Crédit par Téléphone | + 12 s |
| 9e | Danny Pate           | États-Unis | TIAA-CREF                       | + 12 s |
| 10e | Manuel Beltrán       | Espagne    | Discovery Channel               | + 12 s |

| \| Classement général \| Classement général \| Classement général \| Classement général \| Classement général \| \| Coureur \| Coureur \| Pays \| Équipe \| Temps \| \| ------------------ \| -------------------- \| ------------------ \| ------------------------------- \| ------------------ \| \| 1er \| Cyril Dessel \| France \| AG2R Prévoyance \| 0 s \| \| 2e \| Xavier Florencio \| Espagne \| Bouygues Telecom \| + 16 s \| \| 3e \| Bert Scheirlinckx \| Belgique \| Jartazi-7Mobile \| + 18 s \| \| 4e \| Danny Pate \| États-Unis \| TIAA-CREF \| + 21 s \| \| 5e \| John Gadret \| France \| AG2R Prévoyance \| + 22 s \| \| 6e \| Arnaud Gérard \| France \| La Française des jeux \| + 22 s \| \| 7e \| Noan Lelarge \| France \| Bretagne-Jean Floc'h \| + 22 s \| \| 8e \| Rene Mandri \| Estonie \| Auber 93 \| + 22 s \| \| 9e \| Luis Pérez Rodríguez \| Espagne \| Cofidis-Le Crédit par Téléphone \| + 22 s \| \| 10e \| Manuel Beltrán \| Espagne \| Discovery Channel \| + 22 s \| |                      |            |                                 |        |
| |                      |            |                                 |        |
| Sources : ProCyclingStats Cycling Archives |                      |            |                                 |        |
| Classement général |                      |            |                                 |        |
| Coureur | Coureur              | Pays       | Équipe                          | Temps  |
| 1er | Cyril Dessel         | France     | AG2R Prévoyance                 | 0 s    |
| 2e | Xavier Florencio     | Espagne    | Bouygues Telecom                | + 16 s |
| 3e | Bert Scheirlinckx    | Belgique   | Jartazi-7Mobile                 | + 18 s |
| 4e | Danny Pate           | États-Unis | TIAA-CREF                       | + 21 s |
| 5e | John Gadret          | France     | AG2R Prévoyance                 | + 22 s |
| 6e | Arnaud Gérard        | France     | La Française des jeux           | + 22 s |
| 7e | Noan Lelarge         | France     | Bretagne-Jean Floc'h            | + 22 s |
| 8e | Rene Mandri          | Estonie    | Auber 93                        | + 22 s |
| 9e | Luis Pérez Rodríguez | Espagne    | Cofidis-Le Crédit par Téléphone | + 22 s |
| 10e | Manuel Beltrán       | Espagne    | Discovery Channel               | + 22 s |

### 2eétape
| \| Classement de l'étape \| Classement de l'étape \| Classement de l'étape \| Classement de l'étape \| Classement de l'étape \| \| Coureur \| Coureur \| Pays \| Équipe \| Temps \| \| --------------------- \| --------------------- \| --------------------- \| ------------------------------- \| --------------------- \| \| 1er \| Igor Abakoumov \| Belgique \| \| 3 h 34 min 16 s \| \| 2e \| Leonardo Duque \| Colombie \| Cofidis-Le Crédit par Téléphone \| + 0 s \| \| 3e \| Cyril Dessel \| France \| AG2R Prévoyance \| + 0 s \| \| 4e \| Kevin Van Impe \| Belgique \| Quick Step-Innergetic \| + 0 s \| \| 5e \| Renaud Pioline \| France \| \| + 0 s \| \| 6e \| Edvald Boasson Hagen \| Norvège \| Maxbo Bianchi \| + 0 s \| \| 7e \| Dmitri Mouraviov \| Kazakhstan \| Jartazi-7Mobile \| + 0 s \| \| 8e \| Xavier Florencio \| Espagne \| Bouygues Telecom \| + 0 s \| \| 9e \| Thierry De Groote \| Belgique \| \| + 0 s \| \| 10e \| Vladislav Borisov \| Russie \| Omnibike Dynamo Moscow \| + 0 s \| |                      |            |                                 |                 |
| |                      |            |                                 |                 |
| Sources : ProCyclingStats Cycling Archives |                      |            |                                 |                 |
| Classement de l'étape |                      |            |                                 |                 |
| Coureur | Coureur              | Pays       | Équipe                          | Temps           |
| 1er | Igor Abakoumov       | Belgique   |                                 | 3 h 34 min 16 s |
| 2e | Leonardo Duque       | Colombie   | Cofidis-Le Crédit par Téléphone | + 0 s           |
| 3e | Cyril Dessel         | France     | AG2R Prévoyance                 | + 0 s           |
| 4e | Kevin Van Impe       | Belgique   | Quick Step-Innergetic           | + 0 s           |
| 5e | Renaud Pioline       | France     |                                 | + 0 s           |
| 6e | Edvald Boasson Hagen | Norvège    | Maxbo Bianchi                   | + 0 s           |
| 7e | Dmitri Mouraviov     | Kazakhstan | Jartazi-7Mobile                 | + 0 s           |
| 8e | Xavier Florencio     | Espagne    | Bouygues Telecom                | + 0 s           |
| 9e | Thierry De Groote    | Belgique   |                                 | + 0 s           |
| 10e | Vladislav Borisov    | Russie     | Omnibike Dynamo Moscow          | + 0 s           |

| \| Classement général \| Classement général \| Classement général \| Classement général \| Classement général \| \| Coureur \| Coureur \| Pays \| Équipe \| Temps \| \| ------------------ \| -------------------- \| ------------------ \| ------------------------------- \| ------------------ \| \| 1er \| Cyril Dessel \| France \| AG2R Prévoyance \| 7 h 19 min 47 s \| \| 2e \| Xavier Florencio \| Espagne \| Bouygues Telecom \| + 20 s \| \| 3e \| Bert Scheirlinckx \| Belgique \| Jartazi-7Mobile \| + 22 s \| \| 4e \| Manuel Beltrán \| Espagne \| Discovery Channel \| + 26 s \| \| 5e \| Luis Pérez Rodríguez \| Espagne \| Cofidis-Le Crédit par Téléphone \| + 26 s \| \| 6e \| Sylvain Calzati \| France \| AG2R Prévoyance \| + 26 s \| \| 7e \| Alexandr Dyachenko \| \| \| + 26 s \| \| 8e \| John Gadret \| France \| AG2R Prévoyance \| + 26 s \| \| 9e \| Noan Lelarge \| France \| Bretagne-Jean Floc'h \| + 26 s \| \| 10e \| Rene Mandri \| Estonie \| Auber 93 \| + 26 s \| |                      |          |                                 |                 |
| |                      |          |                                 |                 |
| Sources : ProCyclingStats Cycling Archives |                      |          |                                 |                 |
| Classement général |                      |          |                                 |                 |
| Coureur | Coureur              | Pays     | Équipe                          | Temps           |
| 1er | Cyril Dessel         | France   | AG2R Prévoyance                 | 7 h 19 min 47 s |
| 2e | Xavier Florencio     | Espagne  | Bouygues Telecom                | + 20 s          |
| 3e | Bert Scheirlinckx    | Belgique | Jartazi-7Mobile                 | + 22 s          |
| 4e | Manuel Beltrán       | Espagne  | Discovery Channel               | + 26 s          |
| 5e | Luis Pérez Rodríguez | Espagne  | Cofidis-Le Crédit par Téléphone | + 26 s          |
| 6e | Sylvain Calzati      | France   | AG2R Prévoyance                 | + 26 s          |
| 7e | Alexandr Dyachenko   |          |                                 | + 26 s          |
| 8e | John Gadret          | France   | AG2R Prévoyance                 | + 26 s          |
| 9e | Noan Lelarge         | France   | Bretagne-Jean Floc'h            | + 26 s          |
| 10e | Rene Mandri          | Estonie  | Auber 93                        | + 26 s          |

### 3eétape
| \| Classement de l'étape \| Classement de l'étape \| Classement de l'étape \| Classement de l'étape \| Classement de l'étape \| \| Coureur \| Coureur \| Pays \| Équipe \| Temps \| \| --------------------- \| --------------------- \| --------------------- \| ------------------------------- \| --------------------- \| \| 1er \| Noan Lelarge \| France \| Bretagne-Jean Floc'h \| 4 h 04 min 45 s \| \| 2e \| Cyril Dessel \| France \| AG2R Prévoyance \| + 0 s \| \| 3e \| Dmitri Mouraviov \| Kazakhstan \| Jartazi-7Mobile \| + 42 s \| \| 4e \| Mickaël Buffaz \| France \| Agritubel \| + 42 s \| \| 5e \| Sylvain Calzati \| France \| AG2R Prévoyance \| + 44 s \| \| 6e \| Manuel Beltrán \| Espagne \| Discovery Channel \| + 44 s \| \| 7e \| Cédric Hervé \| France \| Bretagne-Jean Floc'h \| + 44 s \| \| 8e \| Xavier Florencio \| Espagne \| Bouygues Telecom \| + 44 s \| \| 9e \| Luis Pérez Rodríguez \| Espagne \| Cofidis-Le Crédit par Téléphone \| + 44 s \| \| 10e \| Tom Danielson \| États-Unis \| Discovery Channel \| + 49 s \| |                      |            |                                 |                 |
| |                      |            |                                 |                 |
| Sources : ProCyclingStats Cycling Archives |                      |            |                                 |                 |
| Classement de l'étape |                      |            |                                 |                 |
| Coureur | Coureur              | Pays       | Équipe                          | Temps           |
| 1er | Noan Lelarge         | France     | Bretagne-Jean Floc'h            | 4 h 04 min 45 s |
| 2e | Cyril Dessel         | France     | AG2R Prévoyance                 | + 0 s           |
| 3e | Dmitri Mouraviov     | Kazakhstan | Jartazi-7Mobile                 | + 42 s          |
| 4e | Mickaël Buffaz       | France     | Agritubel                       | + 42 s          |
| 5e | Sylvain Calzati      | France     | AG2R Prévoyance                 | + 44 s          |
| 6e | Manuel Beltrán       | Espagne    | Discovery Channel               | + 44 s          |
| 7e | Cédric Hervé         | France     | Bretagne-Jean Floc'h            | + 44 s          |
| 8e | Xavier Florencio     | Espagne    | Bouygues Telecom                | + 44 s          |
| 9e | Luis Pérez Rodríguez | Espagne    | Cofidis-Le Crédit par Téléphone | + 44 s          |
| 10e | Tom Danielson        | États-Unis | Discovery Channel               | + 49 s          |

| \| Classement général \| Classement général \| Classement général \| Classement général \| Classement général \| \| Coureur \| Coureur \| Pays \| Équipe \| Temps \| \| ------------------ \| -------------------- \| ------------------ \| ------------------------------- \| ------------------ \| \| 1er \| Cyril Dessel \| France \| AG2R Prévoyance \| 11 h 24 min 26 s \| \| 2e \| Noan Lelarge \| France \| Bretagne-Jean Floc'h \| + 22 s \| \| 3e \| Xavier Florencio \| Espagne \| Bouygues Telecom \| + 1 min 10 s \| \| 4e \| Manuel Beltrán \| Espagne \| Discovery Channel \| + 1 min 16 s \| \| 5e \| Luis Pérez Rodríguez \| Espagne \| Cofidis-Le Crédit par Téléphone \| + 1 min 16 s \| \| 6e \| Sylvain Calzati \| France \| AG2R Prévoyance \| + 1 min 16 s \| \| 7e \| Dmitri Mouraviov \| Kazakhstan \| Jartazi-7Mobile \| + 2 min 17 s \| \| 8e \| Mickaël Buffaz \| France \| Agritubel \| + 2 min 21 s \| \| 9e \| Tom Danielson \| États-Unis \| Discovery Channel \| + 2 min 28 s \| \| 10e \| Danny Pate \| États-Unis \| TIAA-CREF \| + 3 min 34 s \| |                      |            |                                 |                  |
| |                      |            |                                 |                  |
| Sources : ProCyclingStats Cycling Archives |                      |            |                                 |                  |
| Classement général |                      |            |                                 |                  |
| Coureur | Coureur              | Pays       | Équipe                          | Temps            |
| 1er | Cyril Dessel         | France     | AG2R Prévoyance                 | 11 h 24 min 26 s |
| 2e | Noan Lelarge         | France     | Bretagne-Jean Floc'h            | + 22 s           |
| 3e | Xavier Florencio     | Espagne    | Bouygues Telecom                | + 1 min 10 s     |
| 4e | Manuel Beltrán       | Espagne    | Discovery Channel               | + 1 min 16 s     |
| 5e | Luis Pérez Rodríguez | Espagne    | Cofidis-Le Crédit par Téléphone | + 1 min 16 s     |
| 6e | Sylvain Calzati      | France     | AG2R Prévoyance                 | + 1 min 16 s     |
| 7e | Dmitri Mouraviov     | Kazakhstan | Jartazi-7Mobile                 | + 2 min 17 s     |
| 8e | Mickaël Buffaz       | France     | Agritubel                       | + 2 min 21 s     |
| 9e | Tom Danielson        | États-Unis | Discovery Channel               | + 2 min 28 s     |
| 10e | Danny Pate           | États-Unis | TIAA-CREF                       | + 3 min 34 s     |

### 4eétape
| \| Classement de l'étape \| Classement de l'étape \| Classement de l'étape \| Classement de l'étape \| Classement de l'étape \| \| Coureur \| Coureur \| Pays \| Équipe \| Temps \| \| --------------------- \| --------------------- \| --------------------- \| ------------------------------- \| --------------------- \| \| 1er \| Patrice Halgand \| France \| Crédit Agricole \| 3 h 29 min 00 s \| \| 2e \| Christophe Le Mével \| France \| Crédit Agricole \| + 0 s \| \| 3e \| Arnaud Gérard \| France \| La Française des jeux \| + 1 min 47 s \| \| 4e \| Iván Parra \| Colombie \| Cofidis-Le Crédit par Téléphone \| + 1 min 47 s \| \| 5e \| Florian Morizot \| France \| \| + 1 min 47 s \| \| 6e \| Cédric Hervé \| France \| Bretagne-Jean Floc'h \| + 1 min 53 s \| \| 7e \| Nicolas Crosbie \| France \| Agritubel \| + 3 min 23 s \| \| 8e \| Igor Abakoumov \| Belgique \| \| + 3 min 27 s \| \| 9e \| Xavier Florencio \| Espagne \| Bouygues Telecom \| + 3 min 27 s \| \| 10e \| Cyril Lemoine \| France \| Crédit Agricole \| + 3 min 27 s \| |                     |          |                                 |                 |
| |                     |          |                                 |                 |
| Sources : ProCyclingStats Cycling Archives |                     |          |                                 |                 |
| Classement de l'étape |                     |          |                                 |                 |
| Coureur | Coureur             | Pays     | Équipe                          | Temps           |
| 1er | Patrice Halgand     | France   | Crédit Agricole                 | 3 h 29 min 00 s |
| 2e | Christophe Le Mével | France   | Crédit Agricole                 | + 0 s           |
| 3e | Arnaud Gérard       | France   | La Française des jeux           | + 1 min 47 s    |
| 4e | Iván Parra          | Colombie | Cofidis-Le Crédit par Téléphone | + 1 min 47 s    |
| 5e | Florian Morizot     | France   |                                 | + 1 min 47 s    |
| 6e | Cédric Hervé        | France   | Bretagne-Jean Floc'h            | + 1 min 53 s    |
| 7e | Nicolas Crosbie     | France   | Agritubel                       | + 3 min 23 s    |
| 8e | Igor Abakoumov      | Belgique |                                 | + 3 min 27 s    |
| 9e | Xavier Florencio    | Espagne  | Bouygues Telecom                | + 3 min 27 s    |
| 10e | Cyril Lemoine       | France   | Crédit Agricole                 | + 3 min 27 s    |

| \| Classement général \| Classement général \| Classement général \| Classement général \| Classement général \| \| Coureur \| Coureur \| Pays \| Équipe \| Temps \| \| ------------------ \| -------------------- \| ------------------ \| ------------------------------- \| ------------------ \| \| 1er \| Cyril Dessel \| France \| AG2R Prévoyance \| 14 h 56 min 53 s \| \| 2e \| Noan Lelarge \| France \| Bretagne-Jean Floc'h \| + 22 s \| \| 3e \| Xavier Florencio \| Espagne \| Bouygues Telecom \| + 1 min 10 s \| \| 4e \| Manuel Beltrán \| Espagne \| Discovery Channel \| + 1 min 16 s \| \| 5e \| Luis Pérez Rodríguez \| Espagne \| Cofidis-Le Crédit par Téléphone \| + 1 min 16 s \| \| 6e \| Sylvain Calzati \| France \| AG2R Prévoyance \| + 1 min 16 s \| \| 7e \| Dmitri Mouraviov \| Kazakhstan \| Jartazi-7Mobile \| + 2 min 17 s \| \| 8e \| Mickaël Buffaz \| France \| Agritubel \| + 2 min 21 s \| \| 9e \| Tom Danielson \| États-Unis \| Discovery Channel \| + 2 min 28 s \| \| 10e \| Danny Pate \| États-Unis \| TIAA-CREF \| + 3 min 34 s \| |                      |            |                                 |                  |
| |                      |            |                                 |                  |
| Sources : ProCyclingStats Cycling Archives |                      |            |                                 |                  |
| Classement général |                      |            |                                 |                  |
| Coureur | Coureur              | Pays       | Équipe                          | Temps            |
| 1er | Cyril Dessel         | France     | AG2R Prévoyance                 | 14 h 56 min 53 s |
| 2e | Noan Lelarge         | France     | Bretagne-Jean Floc'h            | + 22 s           |
| 3e | Xavier Florencio     | Espagne    | Bouygues Telecom                | + 1 min 10 s     |
| 4e | Manuel Beltrán       | Espagne    | Discovery Channel               | + 1 min 16 s     |
| 5e | Luis Pérez Rodríguez | Espagne    | Cofidis-Le Crédit par Téléphone | + 1 min 16 s     |
| 6e | Sylvain Calzati      | France     | AG2R Prévoyance                 | + 1 min 16 s     |
| 7e | Dmitri Mouraviov     | Kazakhstan | Jartazi-7Mobile                 | + 2 min 17 s     |
| 8e | Mickaël Buffaz       | France     | Agritubel                       | + 2 min 21 s     |
| 9e | Tom Danielson        | États-Unis | Discovery Channel               | + 2 min 28 s     |
| 10e | Danny Pate           | États-Unis | TIAA-CREF                       | + 3 min 34 s     |

## Classements finals

### Classement général
| \| Classement général \| Classement général \| Classement général \| Classement général \| Classement général \| \| Coureur \| Coureur \| Pays \| Équipe \| Temps \| \| ------------------ \| -------------------- \| ------------------ \| ------------------------------- \| ------------------ \| \| 1er \| Cyril Dessel \| France \| AG2R Prévoyance \| 14 h 56 min 53 s \| \| 2e \| Noan Lelarge \| France \| Bretagne-Jean Floc'h \| + 22 s \| \| 3e \| Xavier Florencio \| Espagne \| Bouygues Telecom \| + 1 min 10 s \| \| 4e \| Manuel Beltrán \| Espagne \| Discovery Channel \| + 1 min 16 s \| \| 5e \| Luis Pérez Rodríguez \| Espagne \| Cofidis-Le Crédit par Téléphone \| + 1 min 16 s \| \| 6e \| Sylvain Calzati \| France \| AG2R Prévoyance \| + 1 min 16 s \| \| 7e \| Dmitri Mouraviov \| Kazakhstan \| Jartazi-7Mobile \| + 2 min 17 s \| \| 8e \| Mickaël Buffaz \| France \| Agritubel \| + 2 min 21 s \| \| 9e \| Tom Danielson \| États-Unis \| Discovery Channel \| + 2 min 28 s \| \| 10e \| Danny Pate \| États-Unis \| TIAA-CREF \| + 3 min 34 s \| |                      |            |                                 |                  |
| |                      |            |                                 |                  |
| Sources : ProCyclingStats Cycling Archives |                      |            |                                 |                  |
| Classement général |                      |            |                                 |                  |
| Coureur | Coureur              | Pays       | Équipe                          | Temps            |
| 1er | Cyril Dessel         | France     | AG2R Prévoyance                 | 14 h 56 min 53 s |
| 2e | Noan Lelarge         | France     | Bretagne-Jean Floc'h            | + 22 s           |
| 3e | Xavier Florencio     | Espagne    | Bouygues Telecom                | + 1 min 10 s     |
| 4e | Manuel Beltrán       | Espagne    | Discovery Channel               | + 1 min 16 s     |
| 5e | Luis Pérez Rodríguez | Espagne    | Cofidis-Le Crédit par Téléphone | + 1 min 16 s     |
| 6e | Sylvain Calzati      | France     | AG2R Prévoyance                 | + 1 min 16 s     |
| 7e | Dmitri Mouraviov     | Kazakhstan | Jartazi-7Mobile                 | + 2 min 17 s     |
| 8e | Mickaël Buffaz       | France     | Agritubel                       | + 2 min 21 s     |
| 9e | Tom Danielson        | États-Unis | Discovery Channel               | + 2 min 28 s     |
| 10e | Danny Pate           | États-Unis | TIAA-CREF                       | + 3 min 34 s     |

### Classements annexes
| Classement par points | Classement par points | Classement par points | Classement par points | Classement par points |
| Coureur               | Coureur               | Pays                  | Équipe                | Points                |
| --------------------- | --------------------- | --------------------- | --------------------- | --------------------- |
| 1er                   | Cyril Dessel          | France                | AG2R Prévoyance       | 61 pts                |
| 2e                    | Xavier Florencio      | Espagne               | Bouygues Telecom      | 43 pts                |
| 3e                    | Patrice Halgand       | France                | Crédit Agricole       | 39 pts                |
| 4e                    | Noan Lelarge          | France                | Bretagne-Jean Floc'h  | 35 pts                |
| 5e                    | Igor Abakoumov        | Belgique              |                       | 33 pts                |
| 6e                    | Arnaud Gérard         | France                | La Française des jeux | 28 pts                |
| 7e                    | Dmitri Mouraviov      | Kazakhstan            | Jartazi-7Mobile       | 25 pts                |
| 8e                    | Cédric Hervé          | France                | Bretagne-Jean Floc'h  | 22 pts                |
| 9e                    | Manuel Beltrán        | Espagne               | Discovery Channel     | 20 pts                |
| 10e                   | Christophe Le Mével   | France                | Crédit Agricole       | 20 pts                |

| Classement par points | Classement par points | Classement par points | Classement par points | Classement par points |
| Coureur               | Coureur               | Pays                  | Équipe                | Points                |
| --------------------- | --------------------- | --------------------- | --------------------- | --------------------- |
| 1er                   | Cyril Dessel          | France                | AG2R Prévoyance       | 61 pts                |
| 2e                    | Xavier Florencio      | Espagne               | Bouygues Telecom      | 43 pts                |
| 3e                    | Patrice Halgand       | France                | Crédit Agricole       | 39 pts                |
| 4e                    | Noan Lelarge          | France                | Bretagne-Jean Floc'h  | 35 pts                |
| 5e                    | Igor Abakoumov        | Belgique              |                       | 33 pts                |
| 6e                    | Arnaud Gérard         | France                | La Française des jeux | 28 pts                |
| 7e                    | Dmitri Mouraviov      | Kazakhstan            | Jartazi-7Mobile       | 25 pts                |
| 8e                    | Cédric Hervé          | France                | Bretagne-Jean Floc'h  | 22 pts                |
| 9e                    | Manuel Beltrán        | Espagne               | Discovery Channel     | 20 pts                |
| 10e                   | Christophe Le Mével   | France                | Crédit Agricole       | 20 pts                |

| Classement de la montagne | Classement de la montagne | Classement de la montagne | Classement de la montagne       | Classement de la montagne |
| Coureur                   | Coureur                   | Pays                      | Équipe                          | Points                    |
| ------------------------- | ------------------------- | ------------------------- | ------------------------------- | ------------------------- |
| 1er                       | Patrice Halgand           | France                    | Crédit Agricole                 | 94 pts                    |
| 2e                        | Yann Pivois               | France                    | Bretagne-Jean Floc'h            | 34 pts                    |
| 3e                        | Cyril Dessel              | France                    | AG2R Prévoyance                 | 31 pts                    |
| 4e                        | Cédric Hervé              | France                    | Bretagne-Jean Floc'h            | 30 pts                    |
| 5e                        | Pierre Drancourt          | France                    | Bouygues Telecom                | 26 pts                    |
| 6e                        | Noan Lelarge              | France                    | Bretagne-Jean Floc'h            | 25 pts                    |
| 7e                        | Christophe Le Mével       | France                    | Crédit Agricole                 | 24 pts                    |
| 8e                        | Iván Parra                | Colombie                  | Cofidis-Le Crédit par Téléphone | 21 pts                    |
| 9e                        | Luis Pérez Rodríguez      | Espagne                   | Cofidis-Le Crédit par Téléphone | 21 pts                    |
| 10e                       | Sylvain Calzati           | France                    | AG2R Prévoyance                 | 18 pts                    |

| Classement de la montagne | Classement de la montagne | Classement de la montagne | Classement de la montagne       | Classement de la montagne |
| Coureur                   | Coureur                   | Pays                      | Équipe                          | Points                    |
| ------------------------- | ------------------------- | ------------------------- | ------------------------------- | ------------------------- |
| 1er                       | Patrice Halgand           | France                    | Crédit Agricole                 | 94 pts                    |
| 2e                        | Yann Pivois               | France                    | Bretagne-Jean Floc'h            | 34 pts                    |
| 3e                        | Cyril Dessel              | France                    | AG2R Prévoyance                 | 31 pts                    |
| 4e                        | Cédric Hervé              | France                    | Bretagne-Jean Floc'h            | 30 pts                    |
| 5e                        | Pierre Drancourt          | France                    | Bouygues Telecom                | 26 pts                    |
| 6e                        | Noan Lelarge              | France                    | Bretagne-Jean Floc'h            | 25 pts                    |
| 7e                        | Christophe Le Mével       | France                    | Crédit Agricole                 | 24 pts                    |
| 8e                        | Iván Parra                | Colombie                  | Cofidis-Le Crédit par Téléphone | 21 pts                    |
| 9e                        | Luis Pérez Rodríguez      | Espagne                   | Cofidis-Le Crédit par Téléphone | 21 pts                    |
| 10e                       | Sylvain Calzati           | France                    | AG2R Prévoyance                 | 18 pts                    |

| Classement du meilleur jeune | Classement du meilleur jeune | Classement du meilleur jeune | Classement du meilleur jeune | Classement du meilleur jeune |
| Coureur                      | Coureur                      | Pays                         | Équipe                       | Temps                        |
| ---------------------------- | ---------------------------- | ---------------------------- | ---------------------------- | ---------------------------- |
| 1er                          | Rene Mandri                  | Estonie                      | Auber 93                     | 15 h 00 min 28 s             |
| 2e                           | Robert Gesink                | Pays-Bas                     | Rabobank Continental         | + 48 s                       |
| 3e                           | Edvald Boasson Hagen         | Norvège                      | Maxbo Bianchi                | + 1 min 07 s                 |
| 4e                           | Florian Morizot              | France                       |                              | + 1 min 22 s                 |
| 5e                           | Matthieu Ladagnous           | France                       | La Française des jeux        | + 3 min 03 s                 |
| 6e                           | Vincent Jérôme               | France                       | Bouygues Telecom             | + 4 min 29 s                 |
| 7e                           | Tom Leezer                   | Pays-Bas                     | Rabobank Continental         | + 4 min 29 s                 |
| 8e                           | Alexandr Dyachenko           |                              |                              | + 5 min 47 s                 |
| 9e                           | Rémy Di Grégorio             | France                       | La Française des jeux        | + 6 min 05 s                 |
| 10e                          | Lars Petter Nordhaug         | Norvège                      | Maxbo Bianchi                | + 7 min 16 s                 |

| Classement du meilleur jeune | Classement du meilleur jeune | Classement du meilleur jeune | Classement du meilleur jeune | Classement du meilleur jeune |
| Coureur                      | Coureur                      | Pays                         | Équipe                       | Temps                        |
| ---------------------------- | ---------------------------- | ---------------------------- | ---------------------------- | ---------------------------- |
| 1er                          | Rene Mandri                  | Estonie                      | Auber 93                     | 15 h 00 min 28 s             |
| 2e                           | Robert Gesink                | Pays-Bas                     | Rabobank Continental         | + 48 s                       |
| 3e                           | Edvald Boasson Hagen         | Norvège                      | Maxbo Bianchi                | + 1 min 07 s                 |
| 4e                           | Florian Morizot              | France                       |                              | + 1 min 22 s                 |
| 5e                           | Matthieu Ladagnous           | France                       | La Française des jeux        | + 3 min 03 s                 |
| 6e                           | Vincent Jérôme               | France                       | Bouygues Telecom             | + 4 min 29 s                 |
| 7e                           | Tom Leezer                   | Pays-Bas                     | Rabobank Continental         | + 4 min 29 s                 |
| 8e                           | Alexandr Dyachenko           |                              |                              | + 5 min 47 s                 |
| 9e                           | Rémy Di Grégorio             | France                       | La Française des jeux        | + 6 min 05 s                 |
| 10e                          | Lars Petter Nordhaug         | Norvège                      | Maxbo Bianchi                | + 7 min 16 s                 |

| Classement par équipes | Classement par équipes | Classement par équipes | Classement par équipes |
| Équipe                 | Équipe                 | Pays                   | Temps                  |
| ---------------------- | ---------------------- | ---------------------- | ---------------------- |

| Classement par équipes | Classement par équipes | Classement par équipes | Classement par équipes |
| Équipe                 | Équipe                 | Pays                   | Temps                  |
| ---------------------- | ---------------------- | ---------------------- | ---------------------- |

### Évolution des classements
| étape              | vainqueur          | classement général | classement par points | classement de la montagne | classement du meilleur jeune |
| ------------------ | ------------------ | ------------------ | --------------------- | ------------------------- | ---------------------------- |
| 1                  | Cyril Dessel       | Cyril Dessel       | Cyril Dessel          | Patrice Halgand           | Rene Mandri                  |
| 2                  | Igor Abakoumov     | Cyril Dessel       | Cyril Dessel          | Patrice Halgand           | Rene Mandri                  |
| 3                  | Noan Lelarge       | Cyril Dessel       | Cyril Dessel          | Patrice Halgand           | Rene Mandri                  |
| 4                  | Patrice Halgand    | Cyril Dessel       | Cyril Dessel          | Patrice Halgand           | Rene Mandri                  |
| classements finaux | classements finaux | Cyril Dessel       | Cyril Dessel          | Patrice Hagland           | Rene Mandri                  |